# Epizodia
Epizodia este al patrulea album de studio al formației rock Alternosfera.

## Lista cântecelor
| #   | Titlul                     | Durata |
| --- | -------------------------- | ------ |
| 1.  | "Drumuri Pi (necunoscute)" | 3:34   |
| 2.  | "Nepoata lui Gagarin"      | 3:19   |
| 3.  | "Epizodia"                 | 3:30   |
| 4.  | "Singurătate"              | 3:25   |
| 5.  | "Armata"                   | 3:22   |
| 6.  | "Rugi"                     | 3:22   |
| 7.  | "Fiara"                    | 3:40   |
| 8.  | "Văduva"                   | 2:55   |
| 9.  | "Trei luni"                | 3:36   |
| 10. | "Mai am"                   | 3:51   |